# Cappel (Wurster Nordseeküste)
Cappel is een plaats in de gemeente Wurster Nordseeküste in de Duitse deelstaat Nedersaksen. Cappel maakte tot 2015 deel uit van de samtgemeinde Land Wursten in het Landkreis Cuxhaven. 

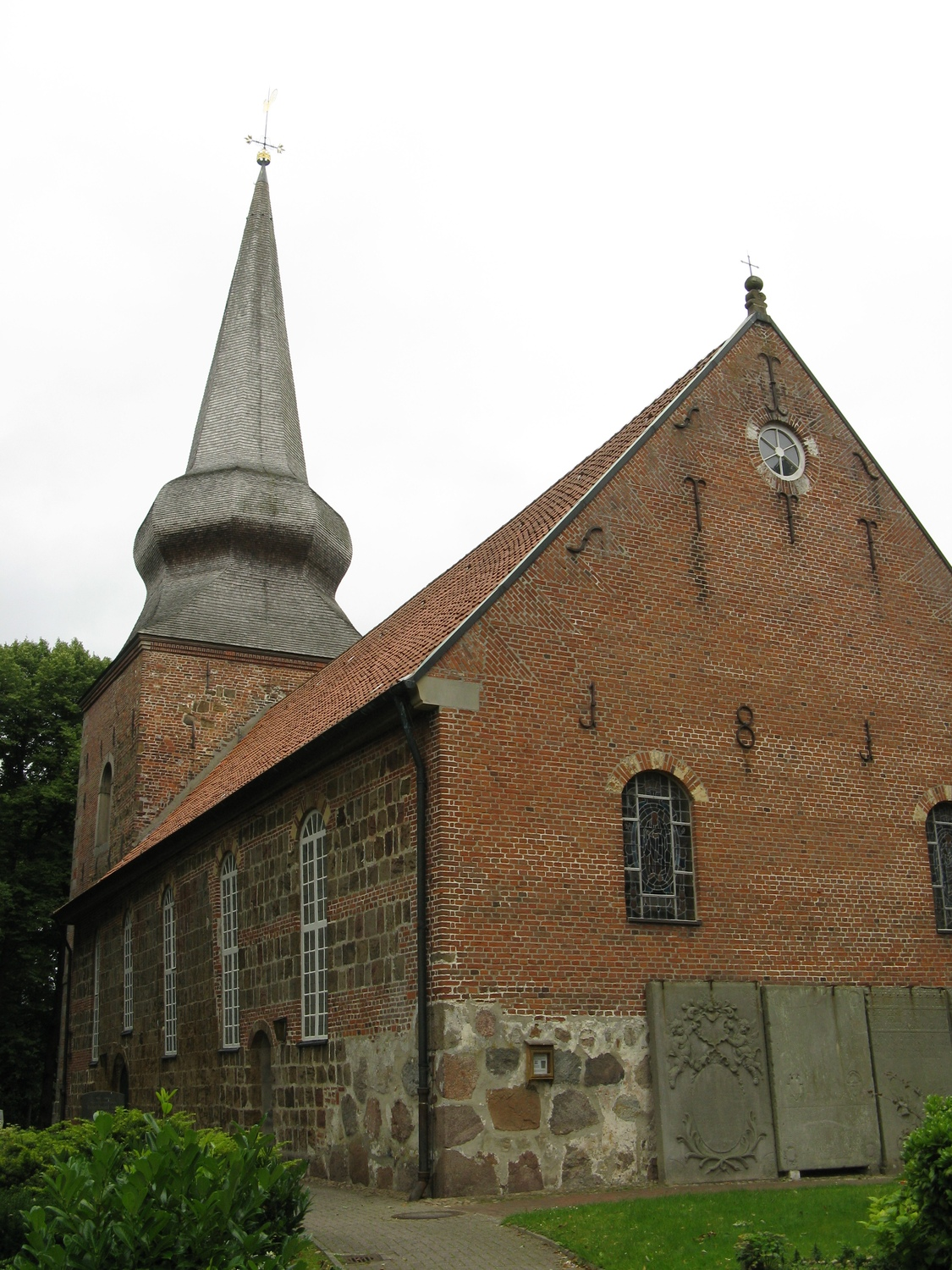
Petrus-en Pauluskerk, Cappel
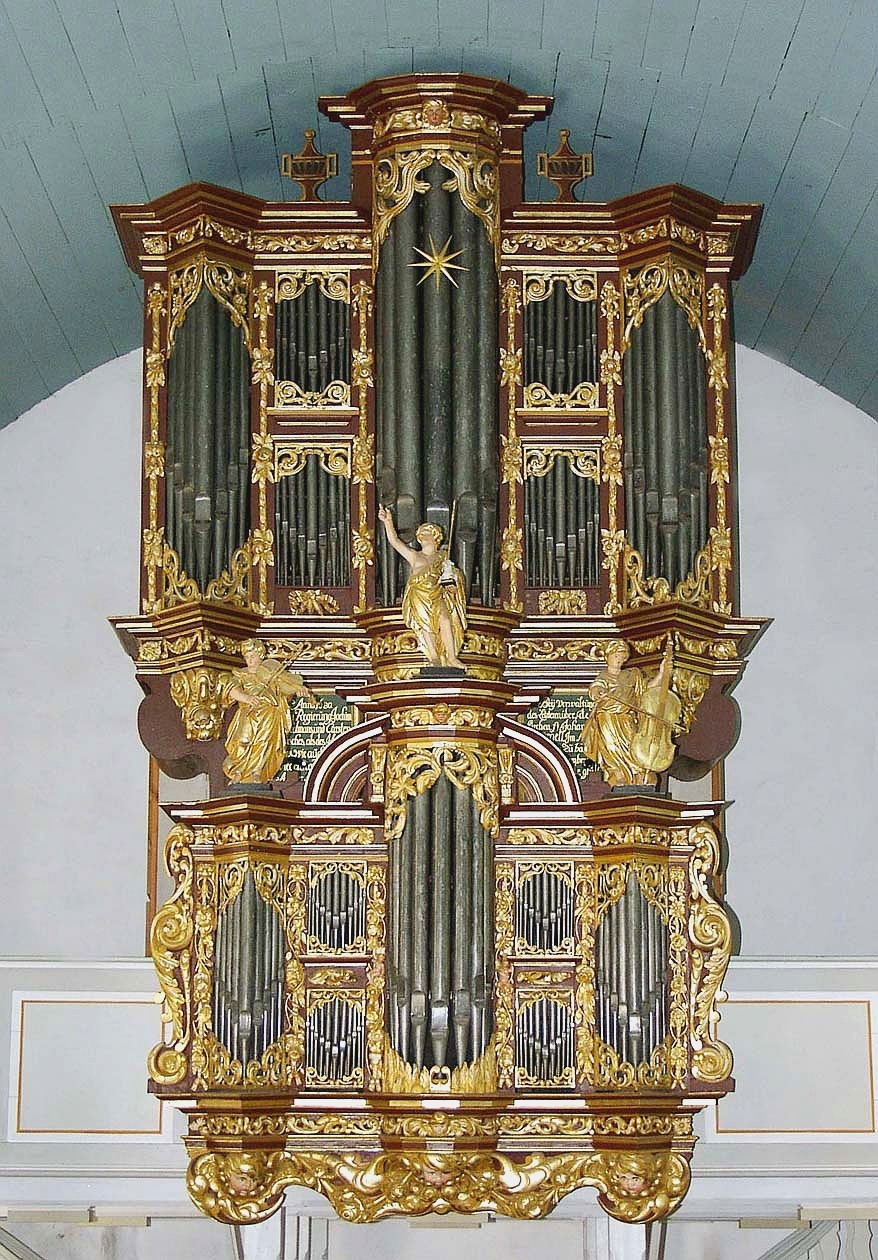
Orgel in dit kerkgebouw

De evangelisch-lutherse St. Petrus-en Pauluskerk werd in 1198 gesticht door cisterciënzer monniken. De hoge kerktoren (plm. 1500) heeft in het verleden als baken voor de scheepvaart op de Waddenzee gefungeerd. In het interieur van de kerk valt een orgel van de hand van Arp Schnitger op. Het is gebouwd in 1680.
Voor meer informatie zie: Wurster Nordseeküste.
- Gemeinsame Normdatei: 4009448-0
- MusicBrainz: 87b1141a-be09-4848-b945-9a50e27cb3ff
- Virtual International Authority File: 129132490